# Liminalitat de gènere a la Polinèsia

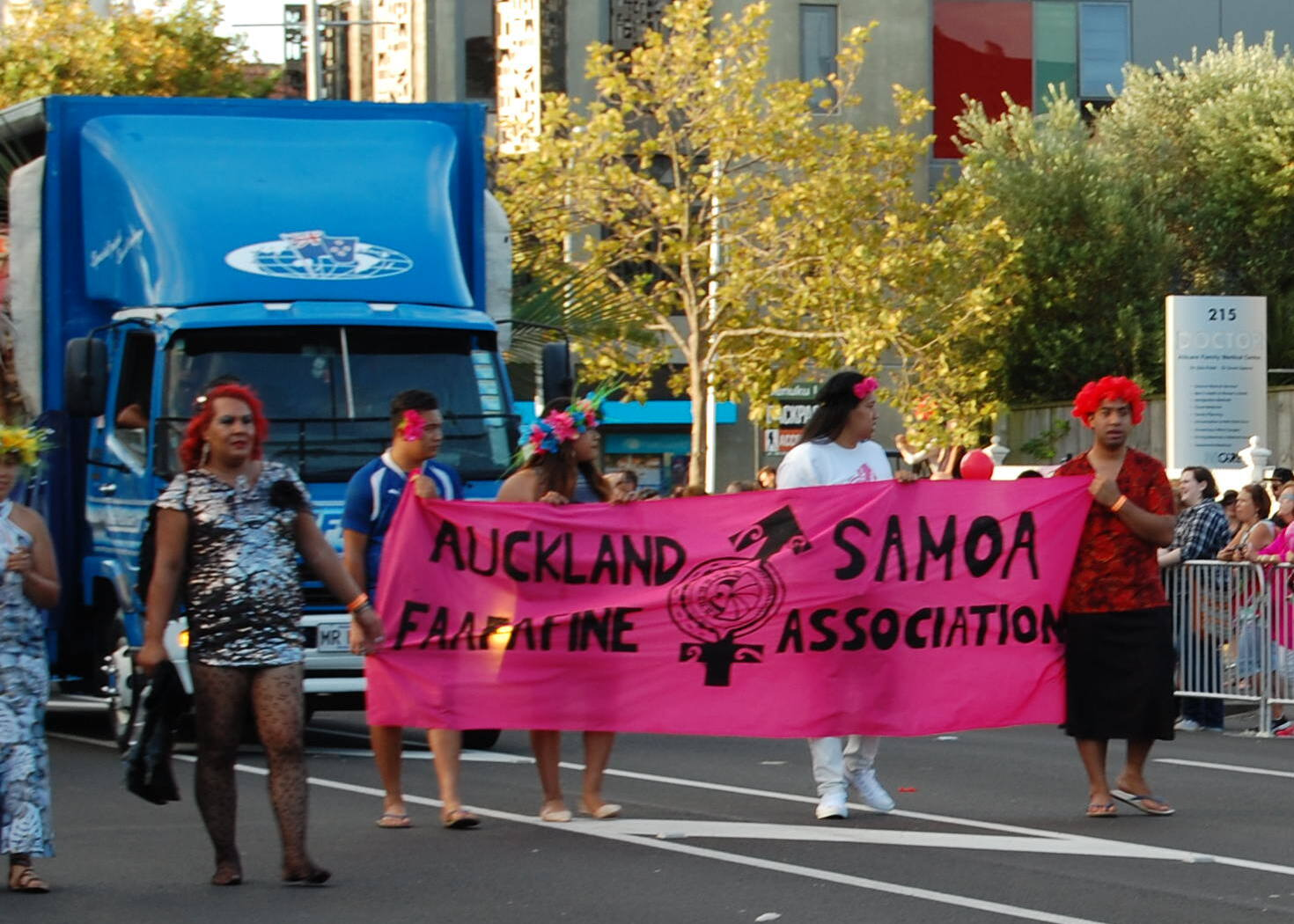
Fa'afafine en la desfilada de l'orgull d'Auckland el 2016.

La liminalitat de gènere a la Polinèsia correspon a les identitats de gènere de les persones assignades amb el gènere masculí que adopten una expressió o rols de gènere femenins en les societats polinèsies. Aquesta realitat sociocultural és present tradicionalment en moltes de les illes: 'akava'ine a les Illes Cook, binabinaaine a Kiribati i Tuvalu, fa'afafine a Samoa, fakafifine a Niue, fakafefine o fakaleitī a Tonga, fakafafine a Wallis i Futuna i Nova Caledònia, fa'afafine o fakafāfine a Tokelau, rae-rae i māhū a la Polinèsia Francesa i Hawaii, whakawahine entre els maoris a Nova Zelanda. Fora de la Polinèsia, a Fiji, també hi ha un tercer gènere similar, denominat vakasalewalewa. Descrites primer com a hòmens efeminats o pertanyents a un tercer gènere, aquestes persones avui són enteses com a pertanyents a la transidentitat o la liminalitat de gènere.

## Terminologia

### Terminologia polinèsia

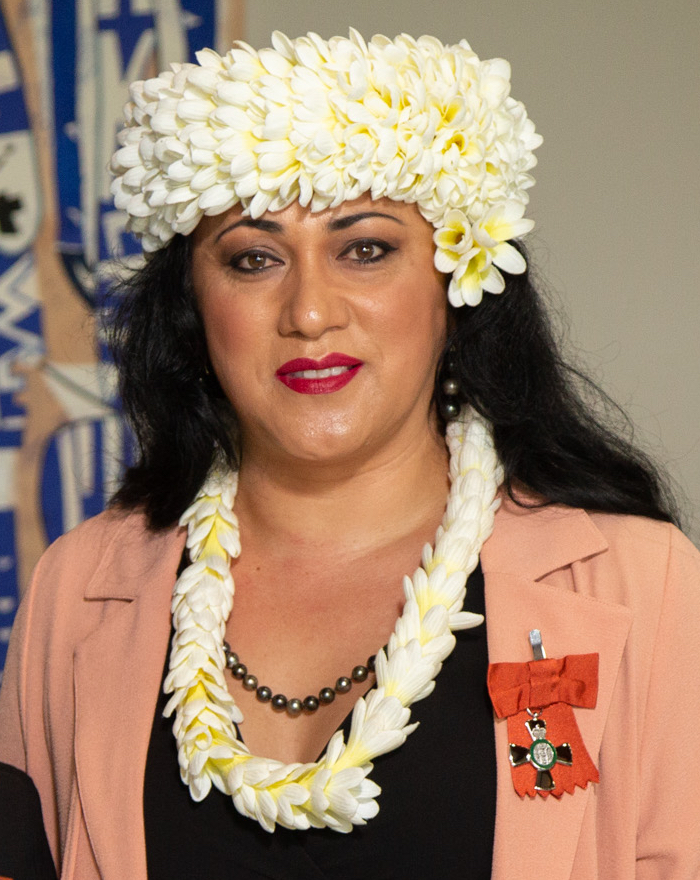
Phylesha Brown-Acton, una activista LGBT fakafifine que va crear l'acrònim «MVPFAFF» el 2010 per a agrupar les diferents identitats de gènere d'Oceania.

En les llengües polinèsies, el terme fakafafine (i les seves variants) significa «a la manera de les dones» (del protopolinesi faka «a la manera de» i del protoaustronèsic fafine «dones»). Aquest terme s'utilitza a Samoa (fa'afafine), Tonga (fakafefine), Wallis i Futuna (fakafafine), Kiribati i Tuvalu (binabinaaine) i Niue (fakafifine). Pot ser un nom comú per a designar una persona («afeminat»), un verb per a designar una acció («donejar, comportar-se com una dona») o fins i tot un adverbi per a qualificar una acció («afeminadament»). A Tahití i Hawaii, s'utilitza el terme māhū, d'etimologia incerta.
Aquestes identitats no coincideixen necessàriament amb les definides pel món occidental: algunes persones es defineixen com a dones, d'altres com a transgènere i n'hi ha que rebutgen d'ésser considerades part d'un tercer gènere. Alguns termes, com ara el maori takatāpui, s'utilitzen per a referir-se a totes les persones LGBT+, mentre que d'altres fan referència a totes les persones transgènere, com el maori irawhiti, sense distingir les transmasculines de les transfemenines.
El 2010, l'activista niueana Phylesha Brown-Acton va crear l'acrònim «MVPFAFF» (māhū, vakasalewalewa, palopa, fa'afafine, akava'ine, fakaleiti o leiti i fakafifine) per a posar en valor la diversitat de gènere a les societats del Pacífic, com a afegit del terme «LGBTQI».

### Terminologia occidental
Les fonts occidentals van referir-se a aquestes persones per primera vegada en la dècada del 1970, concretament com a «homosexuals» (les consideraven hòmens), després «tercer gènere», llavors «transgènere» i de vegades «efeminats». Segons l'investigador francès Serge Tcherkézoff, és una anàlisi problemàtica perquè aquestes designacions formen part d'un raonament binari (masculí/femení, heterosexualitat/homosexualitat) que parteix de les concepcions occidentals del gènere i no té en compte les especificitats de les societats polinèsies en qüestió.
Pel mateix motiu, l'antropòleg neozelandès Niko Besnier critica l'ús del terme «berdache» per a designar els indígenes d'Amèrica del Nord, com també les paraules «travesti», «transsexual», «homosexual» i «gai». En lloc de tot això, Besnier opta per l'expressió «gender-liminal person» (lit. ‘persona de gènere liminar’) per a parlar d'aquests individus i per «liminalitat de gènere» per a donar nom al fenomen.

## Historiografia
La primera fonts escrita que descriu persones transgènere a la Polinèsia és el relat del capità William Bligh, que va visitar Tahití el 1788 i va descriure els māhū com «hòmens que semblen molt efeminats». D'entre els navegants missioners europeus que van arribar a la zona a tombants del segle xviii i al principi del segle xix, els que es van interessar per qüestions de gènere i sexualitat hi van bolcar un fort judici moral, particularment el rebuig de l'homosexualitat (aleshores anomenada sodomia) per motius religiosos. En aquella època, el fenomen de la liminalitat de gènere era sovint percebut com una desviació o perversió del sexe.
Les fonts occidentals de l'època que tracten el tema cobreixen més extensament la part oriental de la Polinèsia (Hawaii, Tahití, les Illes Marqueses i Nova Zelanda) que a la part occidental (Tonga i Samoa). Això no implica que el fenomen no existís en societats on no s'esmenta, però és difícil d'investigar la liminalitat de gènere en la totalitat de la Polinèsia atesa l'absència de fonts documentals.
El segle xx, per primera vegada es van posar a estudiar el tema els antropòlegs. A partir de la dècada del 1960, els investigadors estatunidencs es van interessar pel fenomen, que es va popularitzar ràpidament. A més dels acadèmics, molts periodistes van començar a escriure sobre les persones implicades. Segons Serge Tcherkézoff, aquests estudis, articles i informes estan profundament marcats pels estereotips de gènere i els prejudicis etnocèntrics per part dels occidentals que no han viscut en aquestes societats, «presoners d'una visió binària del gènere i la sexualitat». Per a ell, les persones de gènere liminar eren sovint «reduïdes a un objecte de curiositat» i «objecte del voyeurisme periodístic».
Tanmateix, els estudis etnogràfics realitzats durant les dues primeres dècades del segle xxi en diferents territoris de la Polinèsia van provar de donar veu a les persones interessades i emfatitzar les seves trajectòries vitals. Entre d'altres, Niko Besnier va recercar el gènere fakaleitī de Tonga; Bauer, Campet, Elliston i Grépin van centrar-se en Tahití; Kalissa Alexeyeff en l'akava'ine de les Illes Cook; Maroua Marmouch en el fakafafine de Wallis i Futuna a Nova Caledònia, i Dolgoy, Schmidt i Tcherkézoff en el fa'afafine de Samoa. Actualment, aquest tema també és abordat pels estudis de gènere.
La majoria dels estudis es refereixen a persones a qui se'ls va assignar el gènere masculí al néixer. Existeix un fenomen contraposat de persones a qui se'ls va atribuir el gènere femení però que s'identifiquen com a hòmens (en tonga fakatagata, en samoà fa'atama). Això no obstant, és un tema molt poc estudiat en comparació.

## Territorialitat
El fenomen de la liminalitat de gènere és present en gran part de la Polinèsia. Les identitats de gènere alternatives són un fenomen antic, testimoniat pels relats dels navegants i missioners occidentals durant el contacte al segle xviii, i que ha anat evolucionant amb el pas dels segles. Així i tot, hi ha diferències entre les distintes societats polinèsies, i una gran diversitat entre els diferents individus que s'hi adscriuen, en funció del context personal vital. El segle xx, aquest fenomen era encara viu malgrat la colonització i l'evangelització de les poblacions.